# دافيد جولدار
دافيد جولدار (بالإسبانية: David Goldar)‏ (15 سبتمبر 1994 ببورتاس في إسبانيا - ) هو لاعب كرة قدم إسباني في مركز الدفاع. لعب مع سلتا فيغو ب وسلتا فيغو.

## روابط خارجية
- دافيد جولدار على موقع قاعدة بيانات كرة القدم.إي يو (الإنجليزية)
- دافيد جولدار على موقع Soccerway.com (الإنجليزية)
- دافيد جولدار على موقع AS.com (الإسبانية)